# Commanderij Jungen Biesen

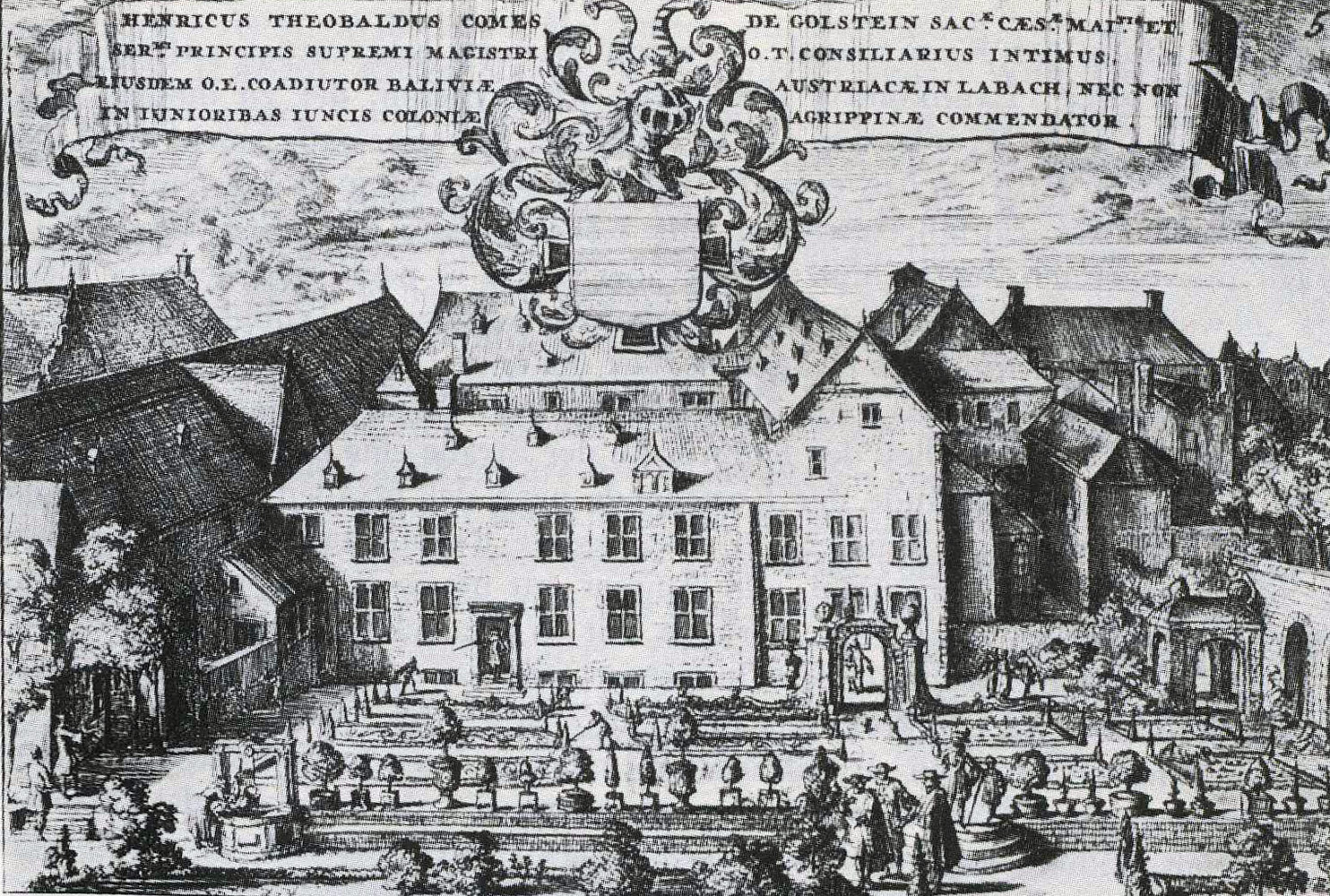
Commanderij Jungen Biesen

Jungen Biesen was een commanderij van de Duitse Orde in Keulen, die ressorteerde onder de landcommanderij Alden Biesen van de balije Biesen. De commanderij werd opgericht in 1573 en bestond tot de opheffing in 1802.

## Geschiedenis

### Vroege aanwezigheid van de Duitse Orde in Keulen
Leden van de Duitse Orde, oorspronkelijk een religieuze ridderorde met een charitatieve missie, waren reeds in het begin van de 13e eeuw actief in Keulen. In de loop van de 16e en 17e eeuw veranderde de samenstelling van de orde: het aantal geestelijken (priesterleden) nam af, terwijl het aandeel edellieden (ridders) toenam.

Deze verschuiving leidde tot een tekort aan gekwalificeerde geestelijken binnen de orde. Heinrich von Reuschenberg, landcommandeur van de balije Alden Biesen, nam daarop maatregelen om dit tekort te verhelpen. Een van zijn initiatieven was de oprichting van een nieuwe commanderij in Keulen.

### Oprichting van de commanderij
In 1573 verwierf Heinrich von Reuschenberg het „Haus zum Bierbaum“ aan de Severinstraße in de zuidelijke Keulse voorstad Oversburg. In 1581 werd ook de nabijgelegen Bonner Hof aangekocht. De verbouwing tot commanderij begon in de zomer van 1582.

De nieuwe vestiging bood onderdak aan studenten van de balije Alden Biesen die in Keulen studeerden. Hiervoor stelde Reuschenberg twaalf studiebeurzen beschikbaar: drie voor edellieden, drie voor burgers en zes voor jongeren uit arme milieus. In 1593 verkreeg de commanderij toestemming om religieuze diensten te houden in een klein oratorium. In 1601 werd de stichting officieel erkend door grootmeester Maximiliaan van de Duitse Orde.

## Gebouwen en indeling
De commanderij bestond uit drie aan elkaar grenzende, twee verdiepingen tellende woongebouwen, die samen een binnenhof vormden van circa 18 bij 13 meter. Het hoofdgebouw aan de Severinstraße was 31,5 meter lang en 6,6 meter diep. Via een torenvormige trapconstructie kon men de bovenverdiepingen bereiken.

Achter dit gebouw bevond zich een tweede vleugel met een grote zaal op de begane grond en daaronder een kelderverdieping. De centrale vleugel was bijna vierkant (13,25 × 14,5 meter) en bevatte per verdieping een grote ruimte en twee trappenhuizen.

Aan de westzijde lag een tuin van 100 bij 40 meter, aangelegd in Hollandse stijl. Aan de achterkant, aan de Spitzengasse, bevond zich de toegang tot de commanderij. Deze doorgang werd waarschijnlijk ontworpen door Heinrich Theobald Graf von Goldstein
, commandeur van Jungen Biesen en coadjutor van de Oostenrijkse balije Laibach. In 1730 werd aan de Severinstraße een natuurstenen poort toegevoegd.

Gedurende de 18e eeuw onderging het complex verdere moderniseringen: er werden nieuwe ramen geplaatst, muren gepleisterd, vloeren vernieuwd en verwarmingssystemen geïnstalleerd. Ook werd er een stenen tuinhuis gebouwd.

## Sécularisatie en latere bestemming
In 1802 werd de commanderij opgeheven tijdens de secularisatie onder Frans bewind. Twee jaar later, in 1804, werd het complex bij decreet van Napoleon bestemd als dienstwoning voor de directeur van het Keulse ingenieurkorps.

Na het vertrek van de Fransen werd het terrein gedeeltelijk gebruikt als militair magazijn door de Pruisische overheid. Later kwam het onder beheer van het Keulse onderwijsbestuur, dat het als woning toekende aan de directeur van een nabijgelegen gymnasium op het terrein van het voormalige Karmelietenklooster.

In 1883 werd het voorgebouw gesloopt, gevolgd in 1885 door de overige gebouwen. Op de vrijgekomen locatie verrees een nieuw pand met het adres Severinstraße 251.

## Lijst van decommandeursvan Jungen Biesen[3]
| Jaar      | Naam                                                                         | Opmerkingen |
| --------- | ---------------------------------------------------------------------------- | --- |
| 1574–1603 | Hendrik van Ruischenberg tot Setterich                                       | 1564- St. Aegidius; 1551- Ramersdorf; 1572- Landcommandeur Alden Biesen                                                 |
| 1604–1628 | Dietrich von Landsperg                                                       | |
| 1631–1633 | Heinrich von Kolff zu Vettelhoven                                            | 1612- Ramersdorf |
| 1635–1648 | Wilhelm von Metternich zu Müllenark                                          | 1631- Ramersdorf |
| 1649–1657 | Freiherr Friedrich Edmund Godfried B. von Bocholtz zu Orey                   | 1638- Ramersdorf; 1657- Landcommandeur Biesen; Commandeur van Sint-Pieters-Voeren                                       |
| 1668–1669 | Freiherr Johann Franz von Lützerode zum Vorst (1639–1676)                    | |
| 1682      | Freiherr von Vestrem                                                         | |
| 1687–1691 | Freiherr Wilhelm Dietrich von Kolff zu Vettelhoven                           | 1672– Ramersdorf 1677- Sint-Pieters-Voeren; 1682- Oerdingen en Holt; 1683- Bekkevoort; 1691- Siersdorf                  |
| 1697–1719 | Graf Heinrich Theobald von Goltstein (1649–1719)                             | 1685– Ramersdorf; 1687- Laibach; 1694- Landcommandeur van Balije Oostenrijk                                             |
| 1720–1728 | Vacant                                                                       | |
| 1729–1732 | Ritter Johann Joseph von der Noot zu Carloo                                  | 1719- Ramersdorf; 1744- Gemert                                                                                          |
| 1737–1741 | Freiherr Johann Kaspar von Hillesheim zu Ahrental (1689–1761)                | na elkaar Commandeur van Keulen, 1721–1729 Ramersdorf; en Siersdorf                                                     |
| 1756–1757 | Graf Nicolas Bernard von Borchgrave                                          | 1761- Ramersdorf; 1767 Bernsheim; 1773- Gemert                                                                          |
| 1757–1758 | Graaf Caspar Anton van der Heyden dit Belderbusch (–1784)                    | 1749- Ramersdorf; 1761 Coadjutor en Landcommandeur van Ballei Biesen                                                    |
| 1758–1767 | Reichsgraf Raymund Casimir von Lamberg (–1775)                               | 1773- Siersdorf |
| 1770–1777 | Freiherr Lotar Franz von Horneck zu Weinheim                                 | van Siersdorf; en Landcommandeur van Ballei Biesen                                                                      |
| 1778–1780 | Freiherr Franz Joseph Johann Nepomuk Fidelis von Reischach (1730–1807)       | Bekkevoort; 1767- Ramersdorf; 1773- Gruitrode; Bekkevoort; 1787- Landcommandeur van Alden Biesen                        |
| 1780–1784 | Freiherr Franz Nikolas von Kolff zu Vettelhoven (1723–)                      | 1767- Ramersdorf; 1773- Sint-Pieters-Voeren; 1784- Bekkevoort                                                           |
| 1784–1792 | Freiherr Heinrich Adam von Epp zu Neu-Dettelsau und Rechtenstein (1732–1792) | 1773- St. Aegidius; Gruitrode; Jungen Biesen; 1791- Huiscommandeur van Alden Biesen                                     |
| 1796–1809 | Reichsgraf Joseph Franz Anton Arnold von Schaesberg                          | 1776- Ramersdorf; 1782- Oerdingen; 1785- St. Aegidius; 1793- Sint-Pieters-Voeren; 1805- Huiscommandeur van Alden Biesen |